# من هستم (فیلم ۲۰۱۰)
من هستم (به انگلیسی: I Am) فیلمی محصول سال ۲۰۱۰ و به کارگردانی اونیر است. در این فیلم بازیگرانی همچون جوهی چاولا، مانیشا کویرالا، راهول بس، ناندیتا داس، آرجون ماتور، پوجا گاندی، سانجای سوری، آنوراگ باسو، پوراب کهلی، شرناز پاتل، رادیکا آپته، ماناو کائول و آبهیمانیو سینگ ایفای نقش کرده‌اند.